# Boso alsó-burgund király
Boso (franciául: Boson), (844 – 887. január 11.) alsó-burgund (provence-i) király 879 és 887 között.
Gorzei Bivinnek (más néven Beuves), Ardennes grófjának volt a fia. 876-ban sógora, I. Károly nyugati frank király Lombardia kormányzójává tette, és hercegi rangot adományozott neki. III. Lajos és Karlmann nyugati frank királyok kiskorúsága idején összehívta a provence-i püspököket, és 879. október 15-én királlyá kiáltatta ki magát. A koronára való jogait főként arra a tényre alapozta, hogy férje volt Irmingardnak, II. Lajos frank császár leányának. Kiterjesztette a fennhatósága alatt álló területeket. Trónbitorló uralma nemcsak Provence-ra, hanem számos északi vidékre, így az Autunig kibővített Burgundiára is kiterjedt.
Az elkövetkező években, elsősorban 880 és 882 között a francia és a német Karolingok Boso számos északi területén helyreállították uralmukat. Vienne-ben érte a halál. A trónon fia, Lajos lépett az örökébe.